# Cantone di Lesneven
Il Cantone di Lesneven è una divisione amministrativa dell'arrondissement di Brest.
A seguito della riforma approvata con decreto del 13 febbraio 2014, che ha avuto attuazione dopo le elezioni dipartimentali del 2015, è passato da 12 a 18 comuni.

## Composizione
I 12 comuni facenti parte prima della riforma del 2014 erano:
- Brignogan-Plage
- Le Folgoët
- Goulven
- Kerlouan
- Kernouës
- Lesneven
- Ploudaniel
- Plouider
- Plounéour-Trez
- Saint-Frégant
- Saint-Méen
- Trégarantec

Dal 2015 i comuni appartenenti al cantone sono i seguenti 18:
- Brignogan-Plage
- Le Drennec
- Le Folgoët
- Goulven
- Guissény
- Kerlouan
- Kernilis
- Kernouës
- Lanarvily
- Lesneven
- Loc-Brévalaire
- Ploudaniel
- Plouguerneau
- Plouider
- Plounéour-Trez
- Saint-Frégant
- Saint-Méen
- Trégarantec